# العلاقات الأسترالية المجرية
العلاقات الأسترالية المجرية هي العلاقات الثنائية التي تجمع بين أستراليا والمجر.

## مقارنة بين البلدين
هذه مقارنة عامة ومرجعية للدولتين:
| وجه المقارنة                                              | أستراليا                                   | المجر                                                       |
| --------------------------------------------------------- | ------------------------------------------ | ----------------------------------------------------------- |
| المساحة (كم2)                                             | 7.69 مليون                                 | 93.04 ألف                                                   |
| عدد السكان (نسمة)                                         | 24.51 مليون                                | 9.78 مليون                                                  |
| الكثافة السكانية (ن./كم²)                                 | 3.19                                       | 105.12                                                      |
| العاصمة                                                   | كانبرا، ملبورن                             | بودابست                                                     |
| اللغة الرسمية                                             | لغة إنجليزية                               | لغة مجرية                                                   |
| العملة                                                    | دولار أسترالي، جنيه إسترليني، جنيه أسترالي | فورنت مجري                                                  |
| الناتج المحلي الإجمالي (بليون دولار)                      | 1.32 تريليون                               | 139.14 مليار                                                |
| الناتج المحلي الإجمالي (تعادل القوة الشرائية) بليون دولار | 1.10 تريليون                               | 260.42 مليار                                                |
| الناتج المحلي الإجمالي الاسمي للفرد دولار أمريكي          | 56.31 ألف                                  | 12.36 ألف                                                   |
| الناتج المحلي الإجمالي للفرد دولار أمريكي                 | 45.92 ألف                                  | 25.07 ألف                                                   |
| مؤشر التنمية البشرية                                      | 0.939                                      | 0.828                                                       |
| رمز المكالمات الدولي                                      | +61                                        | +36                                                         |
| رمز الإنترنت                                              | .au                                        | .hu                                                         |
| المنطقة الزمنية                                           |                                            | ت ع م+01:00، ت ع م+02:00، أوروبا/بودابست ‏، توقيت وسط أوروبا |

## منظمات دولية مشتركة
يشترك البلدان في عضوية مجموعة من المنظمات الدولية، منها:
| علم المنظمة | اسم المنظمة                               | تاريخ انضمام أستراليا | تاريخ انضمام المجر |
| ----------- | ----------------------------------------- | --------------------- | ------------------ |
|             | منظمة التعاون الاقتصادي والتنمية          | ?                     | 7 مايو 1996        |
|             | منظمة التجارة العالمية                    | ?                     | 1995               |
|             | الاتحاد البريدي العالمي                   | ?                     | ?                  |
|             | الوكالة الدولية للطاقة                    | ?                     | ?                  |
|             | مجموعة الموردين النوويين                  | ?                     | ?                  |
|             | يونسكو                                    | 4 نوفمبر 1946         | 14 سبتمبر 1948     |
|             | الفريق المعني برصد الأرض                  | ?                     | ?                  |
|             | مؤسسة التمويل الدولية                     | 20 يوليو 1956         | 29 أبريل 1985      |
|             | المركز الدولي لتسوية المنازعات الاستشارية | 1 يونيو 1991          | 6 مارس 1987        |
|             | منظمة حظر الأسلحة الكيميائية              | ?                     | ?                  |
|             | مؤسسة التنمية الدولية                     | 24 سبتمبر 1960        | 29 أبريل 1985      |
|             | مجموعة أستراليا                           | 1985                  | 1993               |
|             | نظام تحكم تكنولوجيا القذائف               | 1990                  | 1993               |
|             | وكالة ضمان الاستثمار متعدد الأطراف        | 10 فبراير 1999        | 21 أبريل 1988      |
|             | الاتحاد الدولي للاتصالات                  | 27 مايو 1878          | 1866               |
|             | منظمة الشرطة الجنائية الدولية             | ?                     | ?                  |
|             | الأمم المتحدة                             | 1 نوفمبر 1945         | 14 ديسمبر 1955     |
|             | البنك الدولي للإنشاء والتعمير             | 5 أغسطس 1947          | 7 يوليو 1982       |

## أعلام
هذه قائمة لبعض الشخصيات التي تربطها علاقات بالبلدين:
- أندرو فيكيت (لاعب كركيت أسترالي، 18 مايو 1985 – )
- بيتر فريتز (رائد أعمال أسترالي، 4 يناير 1943 – )
- جو بوجنر (13 مارس 1950 – )
- جوانا كونتا (لاعبة كرة مضرب بريطانية، 17 مايو 1991 – )
- جورج كولتشار (لاعب كرة قدم أسترالي، 8 ديسمبر 1967 – )
- دون هاني (ممثل أسترالي، 18 سبتمبر 1975 – )
- ريني غيير (مغنية أسترالية، 11 سبتمبر 1953[30] – )
- ستيوارت فلانغن (لاعب دوري رغبي أسترالي، 5 يناير 1987 – )

## وصلات خارجية
- موقع وزارة الخارجية الأسترالية
- موقع وزارة الخارجية المجرية